# Carduus squarrosus
Carduus squarrosus — вид рослин з родини айстрові (Asteraceae), ендемік Мадейри.

## Опис
Це міцна однорічна трава, заввишки до 75(100) см. Стебло просте або вище розгалужене, колюче. Листки чередуються, завдовжки до 14 см і 4 см ушир. Квіти білі.

## Поширення
Ендемік архіпелагу Мадейра (о. Мадейра).
Рідко росте на скелястому узбережжі та на краях збережених залишків лаврових лісів на малих висотах.